# Ilmari Salminen
Ilmari R. Salminen (ur. 21 września 1902 w Elimäki, zm. 5 stycznia 1986 w Kouvoli) – fiński lekkoatleta, biegacz długodystansowy, mistrz olimpijski i dwukrotny mistrz Europy.
Salminen rozpoczął międzynarodową karierę na mistrzostwach Europy w 1934 w Turynie, gdzie zdobył złoty medal w biegu na 10 000 metrów i brązowy w biegu na 5000 metrów. Podczas igrzysk olimpijskich w 1936 w Berlinie był jednym z faworytów na obu tych dystansach. Zwyciężył w biegu na 10 000 metrów, wyprzedzając swego rodaka Arvo Askolę o 0,2 sekundy. W finale biegu na 5000 metrów zajął jednak dopiero 6. miejsce, ponieważ został potrącony, gdy prowadził, i upadł na bieżnię.
18 lipca 1937 w Kouvoli Salminen ustanowił rekord świata w biegu na 10 000 metrów wynikiem 30:05,6, a także 9w tym samym biegu) rekord świata w biegu na 6 mil czasem 29:08,04. Obronił tytuł mistrzowski w biegu na 10 000 metrów na mistrzostwach Europy w 1938 w Paryżu, a po następnym sezonie zakończył wyczynowe uprawianie lekkiej atletyki.